# Мюон
Мюо́н (от греческой буквы μ, использующейся для обозначения) в стандартной модели физики элементарных частиц — неустойчивая элементарная частица с отрицательным электрическим зарядом и спином 1⁄2. Вместе с электроном, тау-лептоном и тремя сортами нейтрино классифицируется как часть лептонного семейства фермионов. Так же, как они, мюон, по-видимому, бесструктурен и не состоит из каких-то более мелких частиц. Как и все фундаментальные фермионы, мюон имеет античастицу с квантовыми числами (в том числе зарядом) противоположного знака, но с равной массой и спином: а̀нтимюо́н (чаще частицу и античастицу называют соответственно отрицательным и положительным мюоном). Мюоны обозначаются как μ−, а антимюоны как μ+. Мюонами называют также совокупность μ− и μ+; ниже термин «мюон» употребляется в этом значении, если не оговорено обратное.
Изначально были названы мю-мезонами, как и другие только что открытые частицы с массой, промежуточной («мезо-») между массами нуклонов и электрона. Позднее, в ходе уточнения и систематизации терминологии, название «мезоны» оставили лишь за частицами, состоящими из чётного числа кварков (мюоны вообще не состоят из кварков). Мюон почти идентичен электрону по набору присущих ему квантовых чисел, однако он в 207 раз тяжелее, что позволяет рассматривать его как чрезвычайно тяжёлый электрон. Искусственно созданы мезоатомы — аналоги атомов, роль электронов в которых исполняют обращающиеся вокруг атомного ядра (на гораздо более низких орбитах, чем в электронном атоме) мюоны.
На Земле мюоны регистрируются в космических лучах, они возникают в результате распада заряженных пионов. Пионы создаются в верхних слоях атмосферы первичными космическими лучами и имеют очень короткое время распада — несколько наносекунд. Время жизни мюонов достаточно мало — 2,2 микросекунды, тем не менее эта элементарная частица рекордсмен по времени жизни и дольше её не распадается только свободный нейтрон. Однако мюоны космических лучей имеют скорости, близкие к скорости света, так что из-за эффекта замедления времени специальной теории относительности их легко обнаружить у поверхности Земли, на 1 квадратный метр падает около 10 тысяч мюонов в минуту.
Как и в случае других заряженных лептонов, существует мюонное нейтрино (и антинейтрино), которое имеет тот же аромат, что и мюон (антимюон). Мюонные нейтрино обозначаются как νμ, антинейтрино — νμ. Мюоны почти всегда распадаются в электрон, электронное антинейтрино и мюонное нейтрино (соответственно антимюоны — в позитрон, электронное нейтрино и мюонное антинейтрино); существуют также более редкие типы распада, когда возникает дополнительный фотон или электрон-позитронная пара.

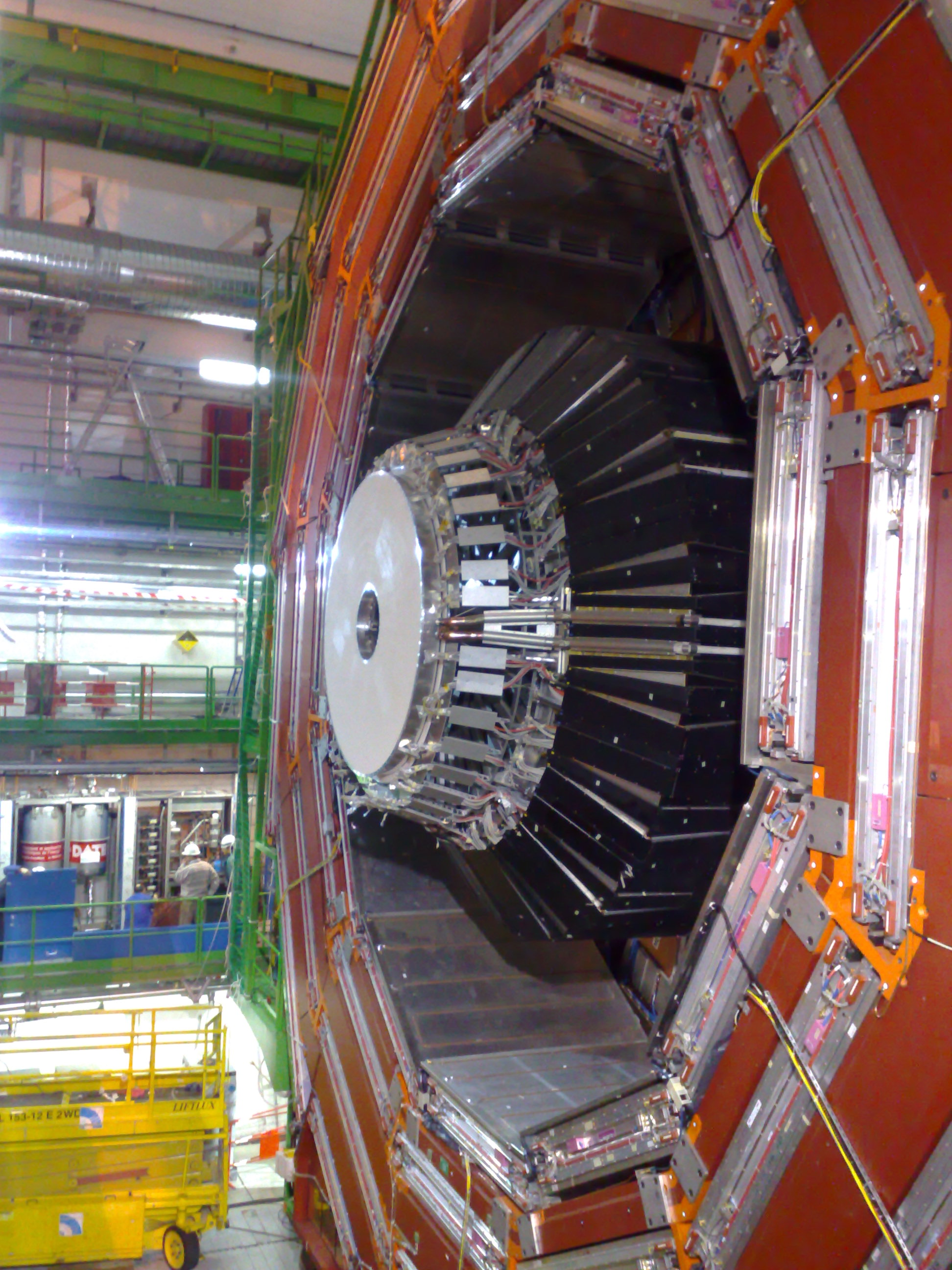
CMS

## История
Мюоны были открыты Карлом Андерсоном и Сетом Неддермайером в 1937 году, во время исследования космического излучения. Они обнаружили частицы, которые при прохождении через магнитное поле отклонялись в меньшей степени, чем электроны, но сильнее, чем протоны. Было сделано предположение, что они имеют элементарный заряд, и для объяснения различия в отклонении было необходимо, чтобы эти частицы имели промежуточную массу, которая лежала бы между массами электрона и протона.
По этой причине Андерсон первоначально назвал новую частицу «мезотроны», используя приставку «мезо» (от греческого слова «промежуточный»). Также некоторые ученые называли эту частицу мезон, что вызвало путаницу. Кроме того, франкоговорящим учёным не нравилось это слово, поскольку во французском оно является омофоном борделя. До того как был открыт пи-мезон, мюон считался кандидатом на роль переносчика сильного взаимодействия, который был необходим в теории, незадолго до этого разработанной Юкавой. Однако оказалось, что мюон не участвует в сильных взаимодействиях, а его время жизни в сотни раз больше, чем предполагалось теорией Юкавы.
В 1941 году Бруно Росси и Дэвид Холл, измеряя время распада мюона в зависимости от его энергии, экспериментально продемонстрировали эйнштейновское замедление времени.
В 1942 году японские ученые Таникава Ясутака, Саката Сьоити и Иноуэ Такэси предложили теорию, которая рассматривала мезотроны не как частицу Юкавы, а как продукт её распада, но из-за войны их работы были переведены на английский только в 1946 и не были известны в США до конца 1947. Много позже похожее предположение (известное под названием «двумезонная гипотеза») высказал Роберт Маршак.
В 1947 году эта теория подтвердилась. Вновь открытые частицы получили название пионы. Было решено использовать термин «мезон» как общее название частиц этого класса. Мезотрон же получил название мю-мезон (от греческой буквы «мю»).
После появления кварковой модели мезонами начали считаться частицы, состоящие из кварка и антикварка. Мю-мезон же не принадлежал к ним (по современным представлениям он не имеет внутренней структуры), поэтому его название изменили на современный термин «мюон».
В 1962 году в эксперименте, проведённом в Брукхейвенской национальной лаборатории, было показано, что мюонам соответствует особый тип нейтрино, участвующий только в реакциях с ними.
Мюон вызывает много вопросов у физиков, поскольку его роль в природе не вполне понятна. По словам Гелл-Мана, мюон был бы ребёнком, подброшенным на порог, которого никто не ожидал. Позже, в 1976 году, мюон, мюонное нейтрино, а также s-кварк и c-кварк были выделены во второе поколение элементарных частиц. Однако причины существования частиц разных поколений — всё ещё нерешённая проблема физики.
В апреле 2021 года группа учёных из Фермилаб заявила, что по результатам экспериментов Muon g-2 аномальный магнитный момент мюона не согласуется с предсказаниями Стандартной модели на уровне значимости 4,2 стандартных отклонения.

## Характеристики
Мюон по многим характеристикам повторяет электрон: он также обладает зарядом −1 и спином ½ (то есть является фермионом). Вместе с электроном и тау-частицей мюон относится к семейству лептонов: его лептонное число равно 1, а барионное — нулю. Для антимюонов значения всех зарядов — противоположного знака, а остальные характеристики совпадают с характеристиками мюона. Масса мюона равна 1,883 531 627(42) × 10−28 кг, или 105,658 3755(23) МэВ — в 206,7682830(46) раз больше, чем масса электрона, и примерно в 9 раз меньше, чем масса протона. Время жизни мюона составляет 2,1969811(22) микросекунды. Для элементарных частиц такая продолжительность жизни является значительной — среди нестабильных частиц только нейтрон (и, возможно, протон, если он распадается) имеет большее время жизни. При такой продолжительности жизни мюон, движущийся со скоростью, близкой к скорости света, должен был бы проходить в среднем 658 метров до распада, если не учитывать релятивистских эффектов, однако для релятивистских мюонов из-за замедления времени они могут проходить многократно бо́льшие дистанции (например, мюоны космических лучей, возникающие в верхних слоях атмосферы, достигают поверхности Земли, проходя десятки километров). Магнитный момент мюона составляет −4,490 448 30(10) × 10−26 Дж/Тл, или −8,890 597 03(20) ядерного магнетона, или 3,183345142 μp. Аномальный магнитный момент мюона равен 1,165 920 89(63) × 10−3. Электрический дипольный момент равен нулю (в пределах погрешности).

## Взаимодействие с другими частицами
Мюон участвует в реакциях всех фундаментальных взаимодействий, кроме сильного.

### Распад мюона
Распад мюона происходит под действием слабого взаимодействия: мюон распадается на мюонное нейтрино и W−-бозон (виртуальный), который в свою очередь быстро распадается на электрон и электронное антинейтрино. Такой распад является одной из форм бета-распада. Иногда (примерно в одном проценте случаев) вместе с этими частицами образуется фотон, а в одном случае из 10 000 — ещё один электрон и позитрон.
Теоретически мюон может распасться на электрон и фотон, если при распаде мюонное нейтрино осциллирует, однако вероятность этого крайне мала — порядка 10−50 согласно теоретическим расчётам. Экспериментально установлено, что доля этого канала меньше 5,7 × 10−13%. Впрочем, возможно, такой распад является более вероятным для связанного мюона, вращающегося вокруг ядра.
Также есть неподтверждённые гипотезы существования других экзотических каналов распада мюона, таких как распад на электрон и майорон или на электрон и бозон.

### Образование мюона

Образование мюонов и антимюонов в широком атмосферном ливне, вызванном высокоэнергетической космической частицей (протоном)

#### Распад мезонов
Наиболее обычным является распад отрицательно заряженных пи-мезонов и K-мезонов на отрицательный мюон и мюонное антинейтрино (положительно заряженные мезоны распадаются на положительный мюон и мюонное нейтрино), иногда с образованием нейтральных частиц:
{\displaystyle \pi ^{-}\to \mu ^{-}{\bar {\nu _{\mu }}}} (99,98770(4) % распадов);
{\displaystyle K^{-}\to \mu ^{-}{\bar {\nu _{\mu }}}} (63,56(11) % распадов);
{\displaystyle K^{-}\to \pi ^{0}\mu ^{-}{\bar {\nu _{\mu }}}} (3,352(33) % распадов).
Эти реакции являются основными каналами распада этих частиц. Другие заряженные мезоны также активно распадаются с образованием мюонов, хотя и с меньшей вероятностью, например, при распаде заряженного D-мезона мюон образуется лишь в 18 % случаев (если не учитывать распады через промежуточные стадии с образованием пионов, каонов и т.д.). Распад пионов и каонов — это основной источник мюонов в космических лучах и ускорителях.
Нейтральные мезоны могут распадаться на пару мюон-антимюон, нередко с образованием гамма-кванта или нейтрального пиона. Однако вероятность таких распадов, как правило, меньше:
{\displaystyle \eta \to \mu ^{-}\mu ^{+}\gamma } (0,03 % распадов);
{\displaystyle \rho \to \mu ^{-}\mu ^{+}} (0,0046 % распадов).
Для более тяжёлых нейтральных мезонов вероятность появления мюона увеличивается — например, D0-мезон при распаде образует мюон в 6,8 % случаев (без учёта распадов через промежуточные стадии с образованием пионов, каонов и т.д.).

#### Распад барионов
Мюон может образовываться при распаде барионов, однако вероятность этого процесса обычно низка. В качестве примера можно привести такие реакции:
{\displaystyle \Xi ^{-}\to \Lambda \mu ^{-}{\bar {\nu _{\mu }}}} (0,03 % распадов);
{\displaystyle \Lambda ^{0}\to p\mu ^{-}{\bar {\nu _{\mu }}}} (0,015 % распадов).
Тем не менее, если учитывать все стадии распадов, мюоны образуются почти всегда, причём с множественностью больше единицы. Так, вышеуказанный кси-минус-гиперон в 99,9% случаев распадается на лямбда-ноль-гиперон и отрицательный пион; в свою очередь Λ0 распадается преимущественно (64 % случаев) на протон и отрицательный пион. Отрицательные пионы, как сказано выше, в 99,99% случаев распадаются на отрицательный мюон и мюонное антинейтрино. Таким образом, в большинстве случаев при распаде Ξ− на конечных стадиях появятся два мюона.

#### Распад бозонов
Тяжёлые нейтральные бозоны иногда распадаются на мюон-антимюонную пару:
{\displaystyle Z^{0}\to \mu ^{-}\mu ^{+}} (3,3662(66) % распадов);
{\displaystyle H^{0}\to \mu ^{-}\mu ^{+}} (0,026(13) % распадов),
а заряженные бозоны — на пару мюон-антинейтрино:
{\displaystyle W^{-}\to \mu ^{-}{\bar {\nu _{\mu }}}} (10,63(15) % распадов).

#### Распад лептонов
Тау-лептон — единственный известный лептон, который тяжелее мюона, — с вероятностью в 17,39(4) % распадается на мюон, тау-нейтрино и мюонное антинейтрино.

### Другие реакции
Важной реакцией, в которой участвует мюон, является мюонный захват. При попадании отрицательных мюонов в вещество и их остановке они захватываются атомами, образуя мюонные атомы, и постепенно опускаются на К-орбиталь с излучением фотонов. Радиус этой орбитали в 200 раз меньше, чем соответствующей орбитали электрона, поэтому значительное время мюон находится непосредственно в ядре. Поэтому мюон быстро захватывается ядром, взаимодействуя с протоном по схеме:
{\displaystyle \mu ^{-}+p\to n+\nu _{\mu }.}
На кварковом уровне эта реакция проходит как
{\displaystyle \mu ^{-}+u\to d+\nu _{\mu }.}
Для лёгких ядер (Z < 30) вероятность захвата пропорциональна Z4. Для более тяжёлых атомов радиус орбиты мюона становится меньше радиуса ядра, поэтому дальнейшее увеличение ядра не влияет на интенсивность реакции.
Положительные мюоны отталкиваются от ядер, поэтому их захват ядрами невозможен, однако они взаимодействуют с электронами среды, захватывая их и образуя квазиатомы мюония, в которых выступают в качестве ядер (см. ниже). Эти очень короткоживущие атомы химически подобны атомам водорода и успевают вступить в некоторые химические реакции, хотя имеют время жизни, равное времени жизни мюона (2,2 мкс).

### μ-e универсальность
Заряд электрона равен заряду мюона и тау-частицы, а в продуктах распада W-бозона и Z-бозона они встречаются с одинаковой вероятностью. Из-за этого разница между любыми реакциями с участием различных лептонов может быть вызвана только различиями в их массе, а не в механизме распада, и потому в большинстве реакций мюон может заменять электрон (и наоборот). Эта особенность называется лептонной универсальностью.
Впрочем, данные эксперимента LHCb по редким полулептонным распадам B-мезонов могут свидетельствовать о том, что лептонная универсальность всё-таки может нарушаться.

## Мюонные атомы

Мюоний

Мюоны были первыми открытыми элементарными частицами, которые не встречались в обычных атомах. Отрицательно заряженные мюоны могут, однако, формировать мюонные атомы, заменяя электроны в обычных атомах. Решение уравнения Шрёдингера для водородоподобного атома показывает, что характерный размер получаемых волновых функций (то есть радиус Бора, если решение проводится для атома водорода с привычным электроном) обратно пропорционален массе частицы, движущейся вокруг атомного ядра. Вследствие того, что масса мюона более чем в двести раз превосходит массу электрона, размер получаемой «мюонной орбитали» во столько же раз меньше аналогичной электронной. В результате уже для ядер с зарядовым числом Z = 5-10 размеры мюонного облака сравниваются с размером ядра или не более чем на порядок превосходят его, и неточечность ядра начинает сильно влиять на вид волновых функций мюона. Как следствие, изучение их энергетического спектра (иначе говоря, линий поглощения мюонного атома) позволяет «заглянуть» в ядро и исследовать его внутреннюю структуру.
Положительный мюон в обычной материи может связать электрон и сформировать мюоний (Mu) — атом, в котором мюон становится ядром. Приведённая масса мюония и, следовательно, его боровский радиус близки к соответствующей величине для водорода, поэтому этот короткоживущий атом в первом приближении ведёт себя в химических реакциях как сверхлёгкий изотоп водорода.
Наконец, отрицательный и положительный мюоны могут образовать связанное состояние — димюоний, или истинный мюоний.

## Проникающая способность
Интенсивность тормозного излучения обратно пропорциональна квадрату массы частицы, поэтому для мюона, который в 207 раз тяжелее электрона, потери на излучение пренебрежимо малы. С другой стороны, мюон, в отличие от адронов, не участвует в сильном взаимодействии, поэтому доминирующим каналом потери энергии при прохождении через слой вещества являются потери на ионизацию до энергий 1011−1012 эВ, а потому в этой области проникающая способность мюона пропорциональна его энергии. При больших энергиях тормозное излучение, а также потери на расщепление атомных ядер начинают играть большую роль, и линейный рост останавливается.
Благодаря этим свойствам мюоны высоких энергий имеют значительно большую проникающую способность по сравнению как с электронами, так и с адронами. Мюоны, порождённые столкновениями частиц космических лучей с атомами верхних слоев атмосферы, регистрируются даже на глубине нескольких километров.
Медленные мюоны могут полностью останавливаться в веществе и восприниматься атомами как электроны.
Для вычисления свободного пробега мюона в веществе используют такую величину, как средние потери энергии за пролёт одного сантиметра пути в веществе плотностью 1 г/см3. При энергии до 1012 МэВ мюон теряет около 2 МэВ на г/см2 пролёта. В диапазоне от 1012 до 1013 эВ эти потери являются большими и могут быть приближенно вычислены по формуле
{\displaystyle {\frac {dE}{dx}}=2,6+3,5\cdot 10^{-6}E_{0\mu }} МэВ, где {\displaystyle E_{0\mu }} — начальная энергия мюона в МэВ .
Таким образом можно видеть, что в воде высокоэнергетический мюон может пролететь километры, и даже в железе — сотни метров.

## Использование

### Мюонный катализ
Основной сложностью, мешающей строить генераторы на базе термоядерного синтеза, являются высокие температуры, до которых должна быть нагрета водородная плазма, чтобы ядра могли преодолеть кулоновский барьер и приблизиться на расстояние, на котором начнут действовать ядерные силы.
Система, состоящая из протона и мюона, то есть мезоводород, имеет размеры в сотни раз меньше атома водорода, и при этом мезон полностью экранирует заряд ядра. Таким образом, мезоводород ведёт себя как большой нейтрон и может проникать через электронные оболочки других атомов. Благодаря этому ядра водорода могут приближаться на расстояния, достаточные для того, чтобы между ними произошла реакция ядерного синтеза. После реакции мюон имеет большой шанс оторваться от образованного ядра и присоединиться к другому, повторяя весь цикл и служа, таким образом, катализатором процесса.
В случае реакций D-T (дейтерия-тритий) процесс проходит следующим образом: мезодейтерий и тритий образуют мезомолекулу. Среднего расстояния между ядрами недостаточно для начала реакции, однако поскольку атомы в момент наибольшего сближения колеблются вокруг положения равновесия, расстояние между ними становится достаточным для того, чтобы ядра туннелировали через кулоновский барьер. Расчёты показывают, что среднее время термоядерной реакции на шесть порядков меньше времени жизни мюона. Однако в среднем один мюон может катализировать не миллион реакций, а лишь порядка 100—150. Это связано с тем, что после образования ядра гелия-4 и нейтрона мюон имеет шанс примерно в 1% «прилипнуть» к гелию и прекратить свою дальнейшую каталитическую деятельность. Этот процесс называют «отравлением» катализатора.
Энергия, выделяющаяся за 100 реакций D-T, равна 2000 МэВ, что хотя и значительно больше 100 МэВ (энергии, затрачиваемой на образование мюона), но из-за высоких сопутствующих потерь процесс остаётся энергетически невыгодным.
Одним из способов увеличить энергетический выход является использование потока нейтронов, образующихся при синтезе, для облучения уранового бланкета, что будет вызывать деление ядра урана или превращение его в плутоний.

### Мюонная томография
Благодаря космическим лучам на Землю постоянно падает поток мюонов — в среднем на один квадратный сантиметр земной поверхности падает одна частица в минуту. Если поставить мюонные детекторы над и под некоторым объектом, можно по разнице интенсивности мюонов сделать выводы относительно его внутренней структуры. От более привычной рентгенографии мюонная томография отличается несколькими важными параметрами:
- Мюоны поглощаются значительно слабее гамма-лучей, поэтому с их помощью можно «просвечивать» большие твёрдые объекты размером несколько сотен метров, или достаточно толстые слои металла.
- Мюонная томография — пассивный метод анализа. Он использует только природный мюонный фон, а следовательно, не несёт никакой дополнительной опасности для здоровья.

Главный минус этой методики заключается в том, что получение контрастного изображения может потребовать много времени (дни или даже недели), потому что природный мюонный фон является невысоким.
В 1967—1968 годах часть пирамиды Хефрена была исследована при помощи этого метода с целью поиска потайных комнат (их не нашли).
Более современная вариация этой методики, томография мюонного рассеивания, фиксирует не только поглощение мюонов, но и их рассеивание, которое происходит значительно чаще. Для этого каждый детектор, который стоит над и под объектом, должен фиксировать траекторию мюона. Чем больше атомная масса вещества, тем сильнее оно отклоняет мюоны, поэтому этот метод позволяет эффективно выявлять тяжёлые металлы, такие как уран, что может быть использовано для борьбы с ядерной контрабандой.

### Мюонный коллайдер
Существуют предложения строительства коллайдера мюонов и антимюонов, которые могли бы заменить электрон-позитронные коллайдеры. Электроны из-за своей низкой массы теряют значительную часть своей энергии на синхротронное излучение (особенно это актуально в кольцевых коллайдерах), поэтому строительство электрон-позитронных колайдеров с энергией выше 100 ГэВ является неоправданным. Мюоны, будучи тяжелыми лептонами, лишены этой проблемы, что позволило бы достичь энергий столкновений в несколько ТэВ. К тому же поскольку мюоны имеют большую массу, в мюонном коллайдере сечение образования бозонов Хиггса является большим, чем в электрон-позитронных коллайдерах. Это позволило бы изучать бозоны Хиггса с большой точностью. Однако техническая реализация таких проектов затруднена из-за короткого времени жизни мюонов и проблематичности получения интенсивного пучка мюонов за это очень короткое время.

### Другие применения
Для наблюдения за атмосферными, гелиосферными и магнитосферными явлениями используется мюонный годоскоп, который получает мюонограмму, регистрирующую интенсивность прилёта мюонов, генерируемых космическими лучами, с разных направлений. Экспериментально продемонстрировано, что направление прилёта мюонов может использоваться для навигации под землёй.